# Турново
Турново (баш. Торна) — деревня в Караидельском районе Республики Башкортостан Российской Федерации. Входит в состав Ургушевского сельсовета.

## География

### Географическое положение
Расстояние до:
- районного центра (Караидель): 39 км,
- ближайшей ж/д станции (Щучье Озеро): 124 км.

## История
В «Списке населенных мест по сведениям 1870 года», изданном в 1877 году, населённый пункт упомянут как деревня Турнова 1-го стана Бирского уезда Уфимской губернии. Располагалась при ключе, по правую сторону Сибирского почтового тракта из Уфы, в 90 верстах от уездного города Бирска и в 43 верстах от становой квартиры в селе Аскине. В деревне, в 85 дворах жили 527 человек (267 мужчин и 260 женщин, мещеряки, тептяри), была мечеть. Жители занимались пчеловодством и пилкой леса.

## Население
| 2002 | 2009 | 2010 |
| ---- | ---- | ---- |
| 103  | ↘80  | ↘77  |

Национальный состав
Согласно переписи 2002 года, преобладающая национальность — татары (80 %).